# 巴根施泰特
巴根施泰特是德国石勒苏益格－荷尔斯泰因州的一个市镇。总面积11.90平方公里，总人口910人，其中男性440人，女性470人（2011年12月31日），人口密度76人/平方公里。